# كارل ويبر
كارل ويبر (بالألمانية: Karl Otto Weber )‏ (و. 1827 – 1867 م) هو عالم أمراض، وجراح، وأستاذ جامعي، من ألمانيا، ولد في فرانكفورت، توفي في هايدلبرغ، عن عمر يناهز 40 عاماً.

## التعليم
تعلم في جامعة بون.

## مناصب وهيئات
أدار جامعة هايدلبرغ.